# Kostel svatého Bartoloměje (Litultovice)
Kostel svatého Bartoloměje v Litultovicích je římskokatolický jednolodní kostel s odsazenou apsidou postavený v letech 1844–1847 v historicko-eklektickém stylu.

## Historie

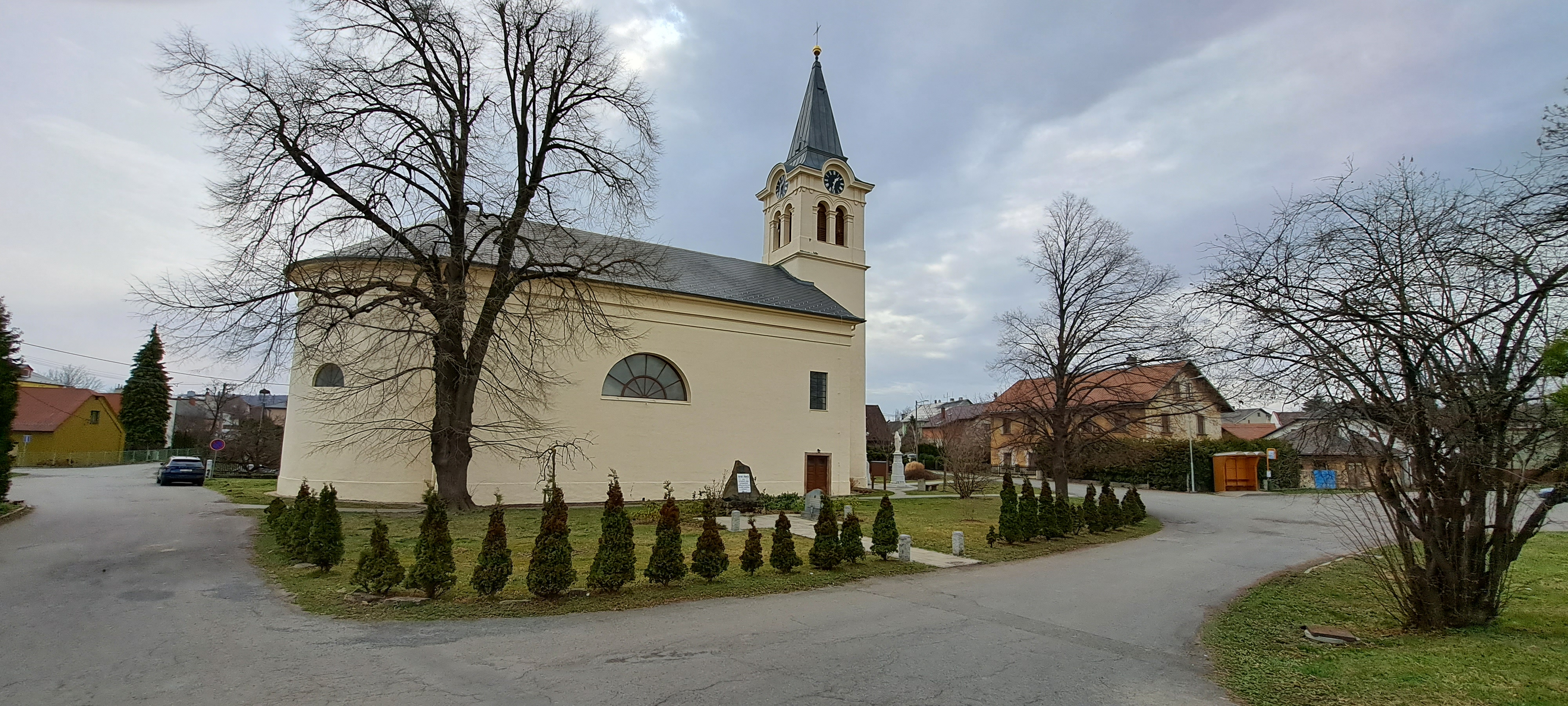

Kostel byl vybudován v letech 1844–1847 na místě staršího kostela stejného zasvěcení, který se v Litultovicích zmiňuje už v roce 1480. Benedikován byl v roce 1849. V kostele se nachází sochy dvou církevních otců od Jana Jiřího Lehnera, původem z dominikánského kláštera v Opavě.